# Takashi Itô
Takashi Itô (Fukuoka, 1956) è un regista e fotografo giapponese.

## Biografia
Itô studia presso l'Istituto di design di Kyūshū . Tra i professori di corso, il giovane ha l'occasione di seguire le lezioni di Toshio Matsumoto, considerato un suo mentore nonché punto di riferimento.
Nel 1981 gira il primo filmato in 16 mm. Spacy viene presentato in numerosi festival e, grazie ai consensi ricevuti, permette al neofita di proseguire la carriera audiovisiva.
Alcuni suoi lavori vengono selezionati nelle retrospettive cinematografiche più importanti. Si ricorda, in particolare, la sua presenza al Festival di Berlino 1984. 
Parallelamente al percorso registico, Itô si specializza nel ramo del design. 
Nel 2015 il cineasta viene omaggiato con una retrospettiva organizzata dal Festival internazionale del cortometraggio di Oberhausen.

## Filmografia parziale
- Spacy (1981)

- Thunder (1982)

- Ghost (1984)

- Grim (1985)

- Venus (1990)

- The Moon (1993)

- Zone (1995)